# Wang Liuyi
Wang Liuyi (chinesisch 王柳懿, Pinyin Wáng Liǔyì; * 16. Januar 1997 in Shenzhen) ist eine chinesische Synchronschwimmerin.

## Erfolge
Wang Liuyi belegte bei den Weltmeisterschaften 2017 in Budapest mit der chinesischen Mannschaft den zweiten Platz im technischen Programm der Mannschaftskonkurrenz und sicherte sich so ihre erste internationale Medaille. Noch besser verlief die Kombination, in der die Chinesinnen vor der Ukraine und Japan Weltmeisterinnen wurden. Bei den Asienspielen 2018 in Jakarta gehörte Wang ebenfalls zum chinesischen Kader und gewann mit diesem die Goldmedaille. Gleich viermal wurde Wang 2022 in Budapest Weltmeisterin. Sowohl im technischen als auch im freien Programm der Mannschaftskonkurrenz belegte sie mit der chinesischen Équipe den ersten Platz. Im Duett gelang ihr dies in beiden Disziplinen ebenfalls. Ihre Partnerin war dabei jeweils ihre Zwillingsschwester Wang Qianyi. Mit ihr sicherte sie sich bei den Weltmeisterschaften 2023 in Fukuoka im freien Programm des Duetts Silber, während sie mit der Mannschaft im freien Programm abermals Weltmeisterin wurde. Bei den 2023 ausgetragenen Asienspielen 2022 in Hangzhou gewann Wang wie schon 2018 mit der Mannschaft die Goldmedaille. Mit Wang Qianyi belegte sie darüber hinaus auch im Duett den ersten Platz. Vier weitere Titel gewann Wang bei den Weltmeisterschaften 2024 in Doha: mit Wang Qianyi wurde sie im Duett im freien wie auch im technischen Programm Weltmeisterin, außerdem in der Mannschaftskonkurrenz und dem Akrobatik-Wettkampf.
Bei den Olympischen Spielen 2024 in Paris trat Wang in zwei Disziplinen an. Im Duett erzielte sie mit Wang Qianyi mit 276,7867 Punkten im technischen Teil und 289,6916 Punkten in der Kür jeweils das viertbeste bzw. beste Resultat aller startenden Mannschaften, womit sie mit 566,4783 Gesamtpunkten den Wettbewerb schließlich als Olympiasiegerinnen auf dem ersten Platz abschlossen. Dahinter folgten das zweitplatzierte britische Duo Kate Shortman und Isabelle Thorpe mit 558,5367 Punkten und die niederländischen Zwillingsschwestern Bregje und Noortje de Brouwer mit 558,3963 Punkten. Wang Liuyi gehörte auch zum chinesischen Aufgebot im Mannschaftswettbewerb, den die Chinesinnen deutlich gewannen. Sowohl im technischen Teil wie auch in der Kür und der Akrobatik erzielten sie mit größerem Vorsprung die jeweils höchste Punktzahl und beendeten den Wettkampf mit 996,1389 Punkten auf Rang eins, vor der US-amerikanischen Mannschaft mit 914,3421 Punkten und Spanien mit 900,7319 Punkten. Neben Wang und ihrer Zwillingsschwester erhielten außerdem Chang Hao, Feng Yu, Wang Ciyue, Xiang Binxuan, Xiao Yanning und Zhang Yayi die Goldmedaille.